# 内掛け
内掛け（うちがけ）とは、相撲の決まり手の一つである。自分の右足を相手左足の内股に（または自分の左足を相手右足の内股に）掛けることでバランスを崩し、仰向けに倒す技。柔道の大内刈に相当する。

## 使い手
この決まり手をよく用いていた元大関増位山によると、「内掛けは後ろへ反ろうとする力士が食いやすい。外掛けは足腰のいい人には効かない事が多いが、内掛けは完璧に掛ければ足腰のいい力士でも決まる。足を相手の足の足首に内側から絡ませてはね上げる。掛けられた側は、ひざの関節が外へ向かって開きながら後ろへ体重が傾くため、残そうとしても踏ん張りが利きにくい。」という理由によるもの。掛ける足は相手の足の高い位置に掛けた方が見た目は派手であるが、できるだけ低い位置に踵を払う様に掛けるのが肝要である。
古くは昭和初期に活躍した元関脇新海や、1950年代の元大関琴ヶ濵が得意とした。ただ、この両者の内掛けは様相が異なっており、新海は足を掛けたら絶対に離さずにそのままもたれ込むというものであったのに対し、琴ヶ濵はタイミングよく一発でスパッと相手を仕留めるようなものであった。1970年代以降になると前述の増位山を初め、元大関の霧島が貴花田や貴ノ浪らに対して、この技で勝利した事がある。また小兵力士ながら小結まで昇進した舞の海、智ノ花、海鵬などもそれぞれ内掛けで相手力士を倒しており、多くの相撲ファンを沸かせていた。
- 1994年11月場所12日目、幕内最軽量の前頭8枚目舞の海が、幕内最重量の同5枚目小錦を左内掛けで破った一番。